# Université du Wisconsin à Marshfield
L'université du Wisconsin à Marshfield (en anglais : University of Wisconsin–Marshfield/Wood County) est une université américaine située à Marshfield dans le Wisconsin.

## Source
- (en) Cet article est partiellement ou en totalité issu de l’article de Wikipédia en anglais intitulé « University of Wisconsin–Marshfield/Wood County » (voir la liste des auteurs).